# Râul Gârdani
Râul Gârdani este un curs de apă, afluent al râului Someș. 